# Коба (Индонезия)
Коба — поселение в Индонезии, в провинции Банка-Белитунг, в округе Центральная Банка. Является административным центром округа. Население в пределах района — 37 269 чел. (2010).

## Этимология
Относительно происхождения названия существуют две версии. Первая гласит, что название идёт от имени китайского судна, которое вывозило олово, добывающееся в этих местах, и затонуло рядом с современным поселением. Согласно другой, слово «коба» происходит от названия плода местного тропического дерева.

## История
Точная дата основания Кобы неизвестна. Тем не менее, в XVIII в. здесь уже существовало человеческое поселение. Впервые название «Коба» появляется на английской карте 1820 года, а затем на голландской карте 1845 года. Практически одновременно с голландцами сюда пришли китайские рудокопы.
Коба оставалась в руках голландцев до 1942 г., когда Индонезию захватили японцы. С 1949 г. — в составе независимой Индонезии.

## Экономика
Основными секторами экономики Кобы являются горно-добывающая промышленность (олово) и торговля, а также рыболовство.